# مؤسسة فايركي
مؤسسة فايركي (بالإنجليزية: Varkey Foundation)‏ (في البداية كانت تعرف باسم مؤسسة فايركي جيمس (بالإنجليزية: Varkey GEMS Foundation)‏) هي مؤسسة خيرية عالمية تأسست عام 2010 وتهتم بتحسين معايير التعليم للأطفال المحرومين. تأسست عام 2010 بواسطة ساني فايركي (مؤسس ورئيس جي إي أم أس التعليمية)، والتي تعتبر أكبر مؤسسة لرياض الأطفال إلى الصف الثاني عشر في العالم. وتمنح المؤسسة العديد من الجوائز منها جائزة المعلم العالمية. ومنذ بداية 2013 أسست فايركي برامج تدريب المعلمين لربع مليون معلم لمدة عشرة سنوات، حيث من المفترض إنتهاء البرنامج في عام 2023. كذلك في عام 2013 تم إطلاق مذكرة التعليم العالمي ومنتدى المهارات بالتعاون مع اليونسكو ووزارة التعليم في الإمارات العربية المتحدة.

## جائزة المعلم العالمية
بعد مذكرة التعليم العالمي ومنتدى المهارات تم إطلاق عام 2014 جائزة المعلم العالمية لافضل معلم بجائزة تقدر بمليون دولار.

## روابط خارجية
- الموقع الرسمي